# Jevanský rybník
Jevanský rybník je vodní nádrž na Jevanském potoce v obci Jevany v okrese Praha-východ. Jeho plocha činí 17,62 ha. V rybníce je možné se koupat. Vlastníkem je Česká zemědělská univerzita v Praze.

## Popis

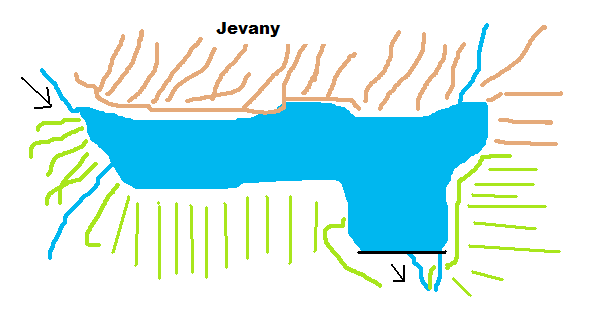
Schéma Jevanského rybníka

Jevanský rybník je přibližně podlouhlého trojúhelníkovitého tvaru. Je orientován západo-východním směrem, hráz je však stočena směrem na jih (tedy je také orientována východo-západním směrem). Severní, východní a jižní břeh rybníka tvoří zástavba vsi Jevany. Na severu je to ulice Pražská, po které vede cyklotrasa číslo 1. Není však přímo na břehu ale opodál, oddělena ponejprv zelení a poté i zástavbou. Na západě je to ulice Sázavská, po které vyjma cyklotrasy vede i červená turistická značka a na rozcestí ulic s Rekreační se připojuje ještě modrá turistická značka. Ulice se stáčí k jihu, kde tvoří hráz jevanského rybníka. Zde navazuje cyklotrasa 0024. Pod hrází Jevanského rybníka se nachází skupina objektů patřících České zemědělské univerzitě v Praze se skupinou menších nádrží a čistírna odpadních vod. Jižní břeh je tvořen lesem národní přírodní rezervace Voděradské bučiny. Vede zde zpevněná cesta, jejíž součástí je červená turistická značka a naučná stezka Voděradské bučiny.
Jevanský rybník je napájen na západě Jevanským potokem tekoucím z rybníka Švýcar, na jihu bezejmenným potokem stékajícím v několika větvích z kopců Voděradských bučin a na severu potokem, který pramení nad Jevany. Odtéká stavidlem a přepadem do Jevanského potoka, kde napájí Pilský rybník. Přepad je umístěn východně na hrázi.

## Galerie

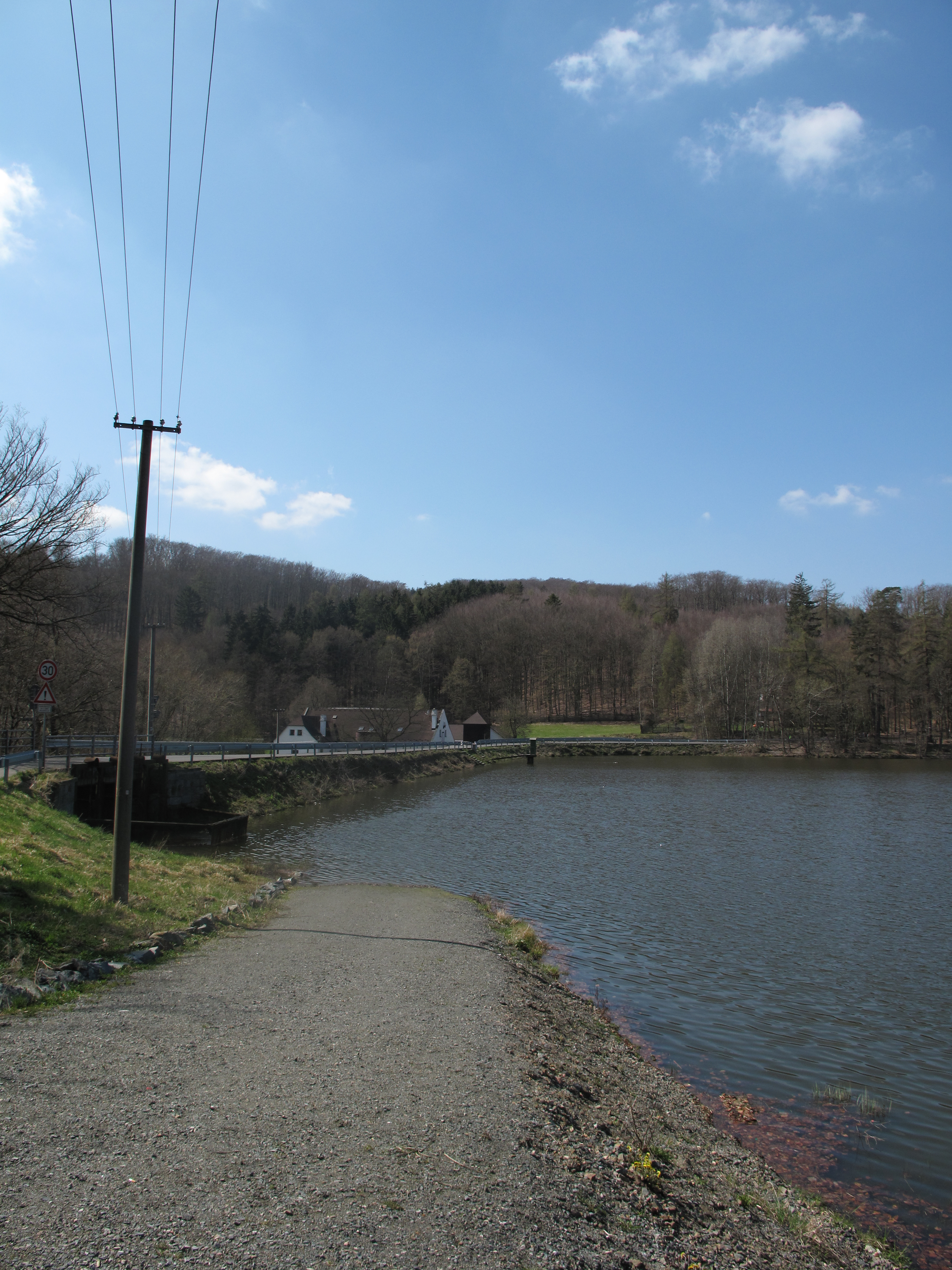
Pohled na hráz s přepadem a stavidlem
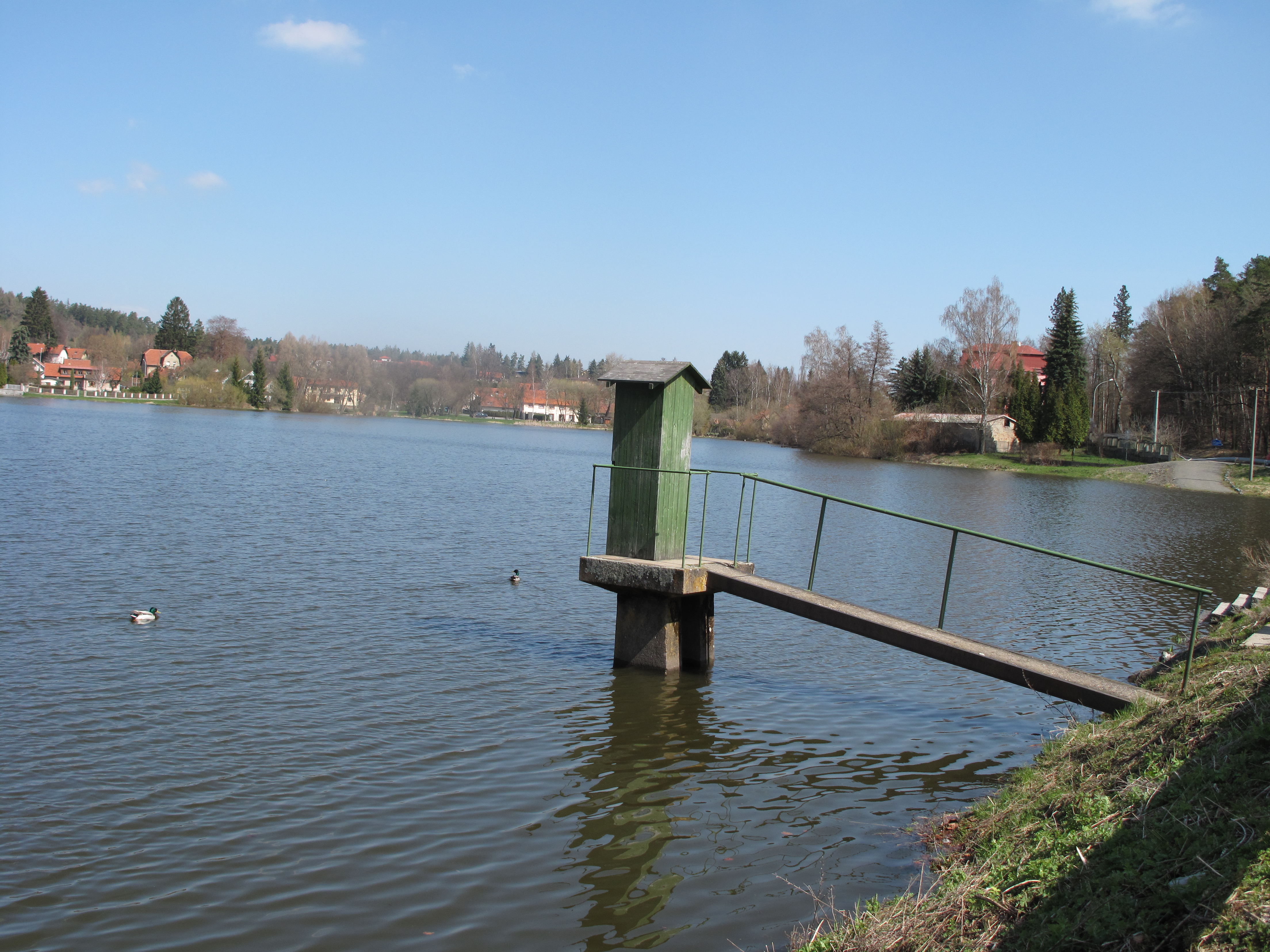
Stavidlo